# 比格萊克鎮區 (明尼蘇達州舍本縣)
比格萊克鎮區（英語：Big Lake Township）是位於美國明尼蘇達州舍本縣的一個行政鎮區，於1858年設立。

## 地方資料
比格萊克鎮區的面積為104.53平方千米，當中陸地面積為99.93平方千米，而水域面積為4.60平方千米。根據2020年美國人口普查的數據，當地共有人口7924人，而人口密度為每平方千米75.81人。